# Litauisches Nationaltheater für Oper und Ballett

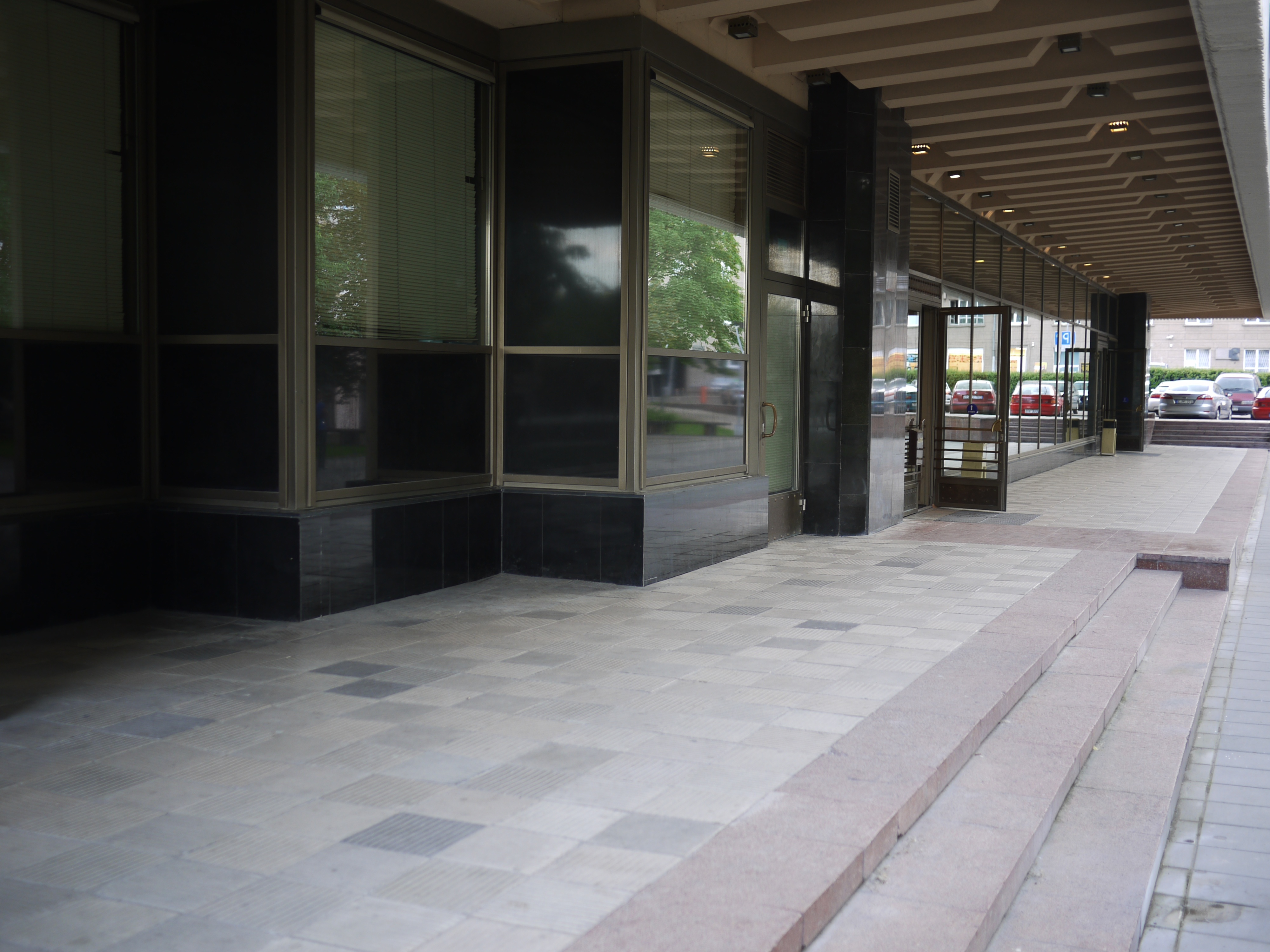
Innen

Das Litauische Nationaltheater für Oper und Ballett (lit. Lietuvos nacionalinis operos ir baleto teatras) ist ein staatliches Opernhaus und ein Theater in der litauischen Hauptstadt Vilnius. Gegründet wurde das Theater durch das Kulturministerium Litauens. Es befindet sich in der Altstadt von Vilnius.

## Geschichte
Das Staatstheater hatte vor dem Zweiten Weltkrieg seinen Sitz in Kaunas. Seit 1948 ist es in Vilnius.
1974 wurde das Theater im neuen Palast untergebracht. Seit 1998 ist es Nationaltheater für Oper und Ballett.
Seit 2003 gehört es dem internationalen Verband „Opera Europa“ und der ISPA an.

## Leitung
- Musikleiter: Sesto Quatrini [1]
- Ballett-Kunstleiter: Krzysztofas Pastoras
- Direktorin der Ballett-Truppe: Rūta Railaitė-Butvilienė

## Generaldirektor
- bis Juni 2017: Gintautas Kėvišas
- seit 2018: Jonas Sakalauskas[2]

## Dirigenten
- Martynas Staškus
- Robertas Šervenikas
- Alvydas Šulčys
- Julius Geniušas
- Modestas Pitrėnas (* 1974)